# Flamencologia

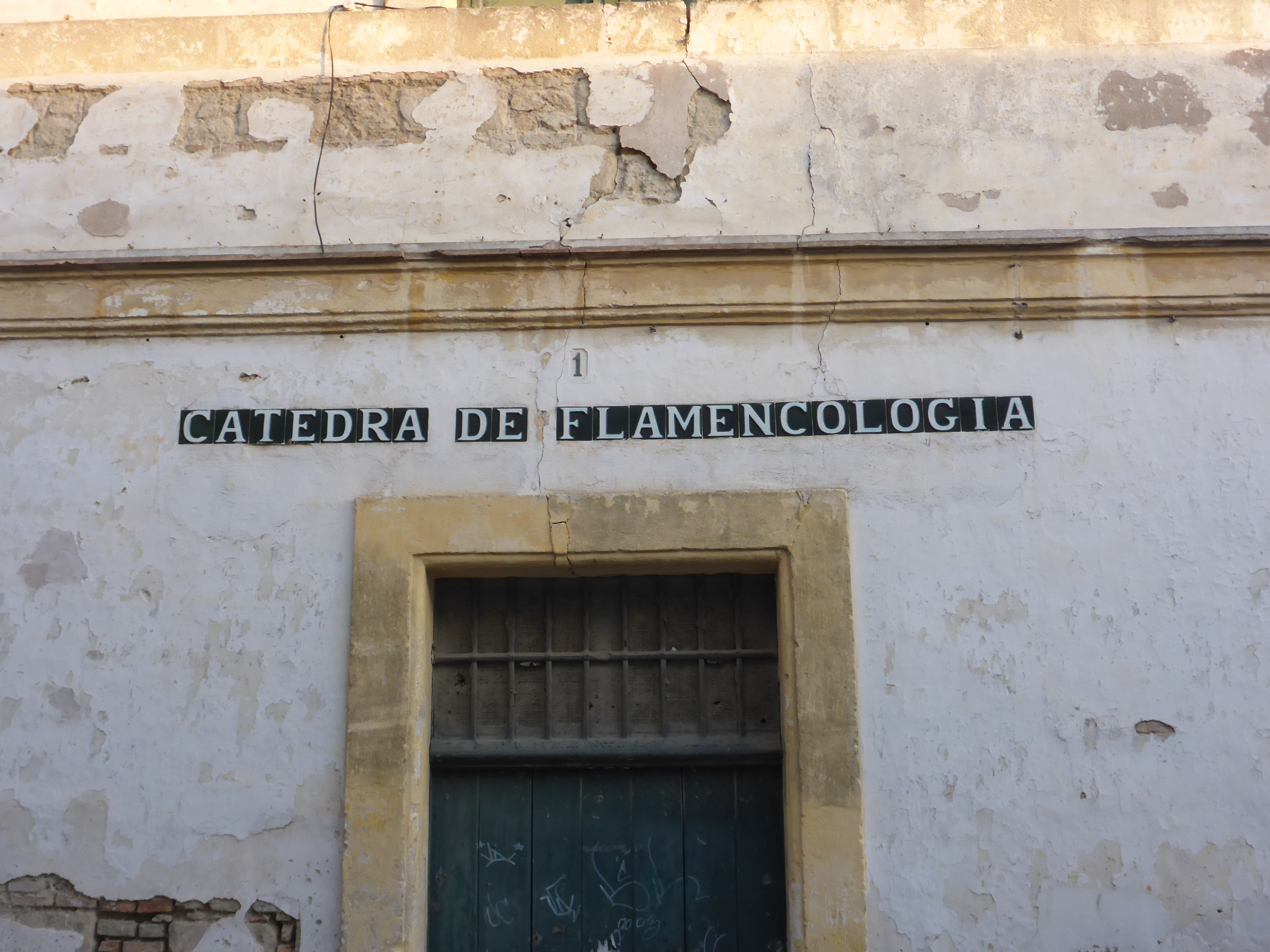
Cátedra de Jerez em Jerez de la Frontera, Espanha.

Flamencologia (a partir da palavra Flamencología em espanhol) é uma disciplina acadêmica referente às artes Flamenco. Combina investigação, documentação, e outras técnicas para alcançar a difusão e preservação da arte.

## Origem do termo
O termo foi criado em 1955 pelo Argentino Anselmo González Clement em uma publicação do mesmo ano, utilizando o termo como o seu título.  A Real Academia Española incluiu o termo em uma revisão do dicionário de espanhol através dos esforços do escritor Luis Rosales.  O termo foi difundido em 1958 por um grupo de eruditos conhecidos como a Cátedra de Jerez em Jerez de la Frontera, Espanha.

## Institucionalização
Está institucionalizado em toda a região Andalucía no sul da Espanha.  Instituições como a Universidad de Sevilla (Universidade de Sevilha) e da Universidad de Córdoba (Universidade de Córdoba), especializadas nesta disciplina.

## Na prática moderna
A disciplina é posta em prática através de várias publicações e palestras. Alguns exemplos de publicações estão na Revista Alma 100, Revista El Olivo, e Flamenco World.com.

## Propagação
A extensão em que a disciplina é praticada varia em relação ao crescimento do conhecimento geral das artes Flamenco. Desde o início, tem sido o propósito de Flamencologistas difundir a arte, tanto localmente e no exterior, e com a difusão da arte depois vêm os métodos de documentação e pesquisa da arte, assim, colocar em prática a Flamencologia.
Na prática, as pessoas tem o primeiro contato com Flamenco como arte seja pela música ou pela dança. Isso pode ser herdado por laços de família ou adquiridas por um aficionado. Como em outras disciplinas, primeiro vem a prática, em seguida, vem a análise, os métodos, técnicas e teoria relacionada a uma "ologia".
Tornou-se mais formal as raízes fora de Espanha, onde quer que a arte seja cultivada até o ponto que a documentação possa ser realizada em tópicos relevantes relacionados com as respectivas regiões. Países como Argentina, Chile, Costa Rica e México chegaram a este ponto com escritores chilenos contribuindo para Flamenco, publicando na Espanha, no Chile e no México, com a criação do Instituto Mexicano de Flamencología. Em 2005, a Argentina, realizou a sua primeira "Jornada de Flamencología" com uma série de palestras.